# Taga Dzong
Taga Dzong (dzongkha དར་དཀར་‎‎) este un oraș din sud-vestul Bhutanului.